# Eugène Accard
Eugène Accard (Bordeaux, 1826 – Parigi, 28 agosto 1888) è stato un pittore francese.

## Biografia
Allievo di Alexandre-Denis Abel de Pujol, fu dapprima ritrattista e in seguito pittore di genere. Fu un notevole virtuoso, soprattutto nella rappresentazione di broccati, velluti ed altri tessuti.